# Far Away Lands
Far Away Lands è un album di Hank Mobley, pubblicato dalla Blue Note Records nel 1984.I brani dell'album furono registrati il 26 maggio 1967 al Van Gelder Studio di Englewood Cliffs, New Jersey (Stati Uniti).

## Tracce
Lato A
1. A Dab of This and That – 5:10 (Hank Mobley)
2. Far Away Lands – 5:31 (Jimmy Heath)
3. No Argument – 6:30 (Hank Mobley)

Lato B
1. The Hippity Hop – 5:39 (Hank Mobley)
2. Bossa for Baby – 6:05 (Hank Mobley)
3. Soul Time – 6:50 (Donald Byrd)

## Musicisti
- Hank Mobley - sassofono tenore
- Donald Byrd - tromba
- Cedar Walton - pianoforte
- Ron Carter - contrabbasso
- Billy Higgins - batteria